# Municipio de Annawan
El municipio de Annawan (en inglés: Annawan Township) es un municipio ubicado en el condado de Henry en el estado estadounidense de Illinois. En el año 2010 tenía una población de 1112 habitantes y una densidad poblacional de 11,76 personas por km².

## Geografía
El municipio de Annawan se encuentra ubicado en las coordenadas 41°22′21″N 89°54′44″O / 41.37250, -89.91222. Según la Oficina del Censo de los Estados Unidos, el municipio tiene una superficie total de 94.54 km², de la cual 94,03 km² corresponden a tierra firme y (0,54 %) 0,51 km² es agua.

## Demografía
Según el censo de 2010, había 1112 personas residiendo en el municipio de Annawan. La densidad de población era de 11,76 hab./km². De los 1112 habitantes, el municipio de Annawan estaba compuesto por el 97,66 % blancos, el 0,45 % eran afroamericanos, el 1,08 % eran asiáticos, el 0,54 % eran de otras razas y el 0,27 % eran de una mezcla de razas. Del total de la población el 1,35 % eran hispanos o latinos de cualquier raza.